# 幺塘乡
么塘乡是中国四川省达州市达川区的一个乡，位于县城的西南方向，距离约40公里。主要特产为煤炭、大米、苎麻、芦笙。全乡有初级中学1个，中心小学1个。达县境内最高峰-铁山大岩脚（海拔约1100米）位于幺塘乡西侧边界。

## 行政区划
么塘乡下辖以下地区：
街道社区、厚河村、岩尔村、辉山村、垭口村、中河村、北坪村、平洞村和岩峰村。